# Geospiza septentrionalis
El pinzón de Darwin chupasangre o pinzón vampiro (Geospiza septentrionalis) es una especie de ave paseriforme de la familia Thraupidae perteneciente al género Geospiza. Es endémico de las islas Galápagos. Pertenece al grupo denominado pinzones de Darwin. Anteriormente se consideraba una subespecie del pinzón de Darwin picofino Geospiza difficilis.

## Distribución y hábitat
Se encuentra únicamente en las islas Wolf y Darwin, en el norte de las islas Galápagos. Habitan en matorrales rasteros de baja diversidad Croton scouleri – Opuntia, con pastizales y unas pocas especies de hierbas.

## Descripción
El pinzón vampiro presenta dimorfismo sexual, como es típico en su género, siendo los machos principalmente negros, y las hembras grises con veteado pardo. Tiene el pico grande y puntiagudo, y en general parece una miniatura del pinzón de Darwin de los cactos Geospiza scandens. Tiene un canto melodioso en la isla Wolf, un canto animado en la isla Darwin, y llamada a silbidos en ambas islas, y sólo en Wolf, emite un prolongado zumbido como llamado.

## Comportamiento
Este pájaro es más famoso por su dieta inusual. El pinzón vampiro de vez en cuando se alimenta bebiendo la sangre de otras aves, principalmente de los piqueros de Nazca Sula granti y los de patas azules Sula nebouxii, picoteando en su piel con su pico afilado hasta que les brota la sangre. Curiosamente, los piqueros no ofrecen mucha resistencia contra esto. Se ha teorizado que este comportamiento evolucionó de la conducta de picoteo que el pinzón usaba para limpiar los parásitos de las plumas de los piqueros. Los pinzones también se alimentan de los huevos, robándolos una vez depositados y haciéndolos rodar (empujando con las patas y con su pico como pivote) por las rocas hasta que se rompen.
Más convencional para las aves, pero poco común aun entre Geospiza, también toman el néctar de las flores de nopal de las Galápagos (Opuntia echios var. gigantea) al menos en Wolf (Schluter y Grant, 1984). Las razones de estos peculiares hábitos de alimentación son la falta de agua dulce en las islas donde viven estas aves. Sin embargo, la base de su dieta se compone de semillas e invertebrados como sus congéneres.

## Estado de conservación
El pinzón de Darwin chupasangre ha sido calificado como vulnerable por la Unión Internacional para la Conservación de la Naturaleza (IUCN) debido a su zona de distribución muy restringida y a que su población, estimada entre 250 y 1000 individuos maduros, puede estar suficientemente amenazada por predadores invasivos y enfermedades, lo que podría llevarla a críticamente amenazada en poco tiempo.

## Sistemática

### Descripción original
La especie G. septentrionalis fue descrita por primera vez por los zoólogos británico Lionel Walter Rothschild y alemán Ernst Hartert en 1899 bajo el nombre científico de subespecie Geospiza scandens septentrionalis; su localidad tipo es: «Isla Wolf, Islas Galápagos».

### Etimología
El nombre genérico femenino Geospiza es una combinación de las palabras del griego «geō», que significa ‘suelo’, y «σπιζα spiza» que es el nombre común del pinzón vulgar, vocablo comúnmente utilizado en ornitología cuando se crea un nombre de un ave que es parecida a un pinzón, ; y el nombre de la especie «septentrionalis» proviene del latín «septemtrionalis», que significa ‘norteño’.

### Taxonomía
Un estudio filogenético de los pinzones de Darwin de Lamichhaney et al. (2015) que analizó 120 individuos representando todas las especies y dos parientes próximos reveló discrepancias con la taxonomía actual basada en fenotipos. El estudio descubrió evidencias de amplio flujo genético entre las varias poblaciones de pinzones de Darwin y que la diversidad genética es mayor de lo que se esperaba para pequeñas poblaciones insulares. Una de las conclusiones fue que los taxones tratados como subespecies G. difficilis acutirostris, G. difficilis septentrionalis y G. conirostris propinqua, deberían ser considerados como especies separadas. El Comité de Clasificación de Sudamérica (SACC) en la Propuesta N° 676 aprobó dicha separación. Es monotípica.